# 尤里·什维特金
尤里·尼古拉耶维奇·什维特金（羅馬化：Yuriy Nikolayevich Shvytkin；1965年5月24日—）是俄罗斯政治人物，第七届和第八届国家杜马代表。
1986年至1992年，什维特金在第76近卫空中突击师服役。1992年至2001年，他在克拉斯诺亚尔斯克边疆区内务部任职。2001年至2016年，他担任克拉斯诺亚尔斯克边疆区立法议会代表。2015年，什维特金成为全俄人民阵线成员。2016年和2021年，他当选第七届、第八届国家杜马代表。

## 制裁
什维特金于2022年因俄乌战争而受到英国政府制裁。